# 中华豆蟹
中华豆蟹（学名：Pinnotheres sinensis）为豆蟹科豆蟹属的动物。分布于朝鲜、日本以及中国大陆的辽东半岛等地，生活环境为海水，一般与褶牡蛎或杂色蛤仔共栖。其种加词“sinensis”意为“中华的”。